# Csillag Tamás (költő)
Csillag Tamás (Gyula, 1987. február 5. –) magyar költő.

## Élete
Az általános iskolát Vésztőn, a gimnáziumot Szeghalmon végezte. Feleségével és gyermekeivel jelenleg (2020) Békéscsabán él.
A Körös Irodalmi Társaság, valamint a Fiatal Írók Szövetségének a tagja.
2017-ben jelent meg a Magyar Napló kiadó gondozásában Megtalált ország című bemutatkozó kötete.
Rendszeresen publikál különböző irodalmi folyóiratokban, a Bárka, a Magyar Napló, a Tiszatáj, a Hitel, a Napút közölte verseit.
2018-ban Megtalált ország c. kötetéért Körösök Gyöngye díjban, 2019-ben Móricz Zsigmond-ösztöndíjban részesült.

## Művei
- Megtalált ország; Magyar Napló–Írott Szó Alapítvány, Bp., 2017